# NGC 3218
NGC 3218 је спирална галаксија у сазвежђу Змај која се налази на NGC листи објеката дубоког неба.
Деклинација објекта је + 74° 10' 38" а ректасцензија 10h 21m 48,6s. Привидна величина (магнитуда) објекта NGC 3218 износи 11,8 а фотографска магнитуда 12,6. NGC 3218 је још познат и под ознакама NGC 3183, UGC 5582, MCG 12-10-28, IRAS 10176+7425, CGCG 333-23, CGCG 351-18, PGC 30323.